# 猫娘

境港市水木しげるロードに設置された猫娘のブロンズ像

猫娘（ねこむすめ）は、ネコの風貌、生態、仕草などの特徴を持つ人物やキャラクターの呼称。本項では、実在の人物としての猫娘、古典の書物やサブカルチャーに登場した人物またはキャラクターとしての猫娘について述べる。

## 見世物の猫娘
宝暦・明和年間（1751年から1771年まで）の江戸、京都、大阪では、見世物小屋で障害者を見世物にすることが流行しており、その最中の1769年（明和6年）に江戸の浅草で、ネコのような顔つきの女性が「猫娘」と称して見世物にされていた。こうした障害者の見世物は、後に安永・天明年間（1772年から1788年まで）にかけて最も盛んになったものの、猫娘はそれほど評判にはならなかった。

## 古典の猫娘
1800年（寛政12年）刊行の読本『絵本小夜時雨』巻五にある奇談「阿州の奇女」によれば、阿州（現・徳島県）の富豪の家に男を嘗める奇癖を持つ女がおり、その舌がネコのようにざらざらしていたことから「猫娘」の名で呼ばれたという。妖怪をテーマとした1830年（天保元年）の狂歌本『狂歌百鬼夜興』にも「舐め女（なめおんな）」の名で登場するが、妖怪ではなく、奇人変人の類である。詳細は嘗女を参照。
江戸時代の政情や世相を描いた古書『安政雑記』には、実在の人物として以下のような猫娘の記述がある。
1850年（嘉永3年）、江戸の牛込横寺町に、まつという名の知的障害の少女がいた。幼い頃から彼女は奇癖があり、家の長屋で生ゴミとして捨てられた魚の頭や内臓を食べ、さらには垣根の上や床下を身軽に駆け回り、ネズミを捕まえてむさぼり食っていた。そのネコのような奇行から「猫小僧」「猫坊主」とあだ名され、「深き因縁にて猫の生を受候哉」と噂された。この奇行を心配した母親は医者や神仏に頼ったが一向に効果はなく、厳しく仕置きしても無駄で、遂には剃髪させて尼僧に弟子入りさせた。それでもやはり魚の内臓を拾って食べるような奇行は収まらず、尼僧にあるまじき悪癖の持ち主として家へ帰された。
まつは周囲の子供たちには格好のいじめの標的だったが、たとえ子供たちに追われても、ネコのような身軽さで家の屋根に飛んで逃げるので、誰にも手出しすることはできなかった。一方で大人たちには、家を荒らすネズミを捕ってくれることから大人気で、彼らに銭を握らされ、親には内緒にすると言い含められたまつは、近所の床下やゴミ捨て場でネズミ捕りに耽っていたという。

## サブカルチャーの猫娘
紙芝居の最盛期であった戦前の1936年（昭和11年）、紙芝居の草分けの1人であった浦田重雄が、因果物の紙芝居『猫娘』を制作した。この主人公の猫娘は、親がネコを殺して三味線の皮にすることを職業としていたため、因果によってネコの性質を持ってしまった少女であり、ネズミを見ると目を輝かせ、耳を逆立てて追い回して捕え、生きたままのネズミを食べ、ネコのような声で鳴き、ネコのように家の屋根の上を駆け回るというものである。『猫娘』は異色作ながらも人気が出たが、それにより『トカゲ娘』『蛇娘』などの模倣作も出回り、教育者からの批判の的となった。1937年（昭和12年）から警視庁保安興行係によって紙芝居の検閲が始まったが、これは『猫娘』の流行がきっかけだとの指摘もある。このイメージは水木しげるの漫画『ゲゲゲの鬼太郎』に登場する猫娘に引き継がれた。

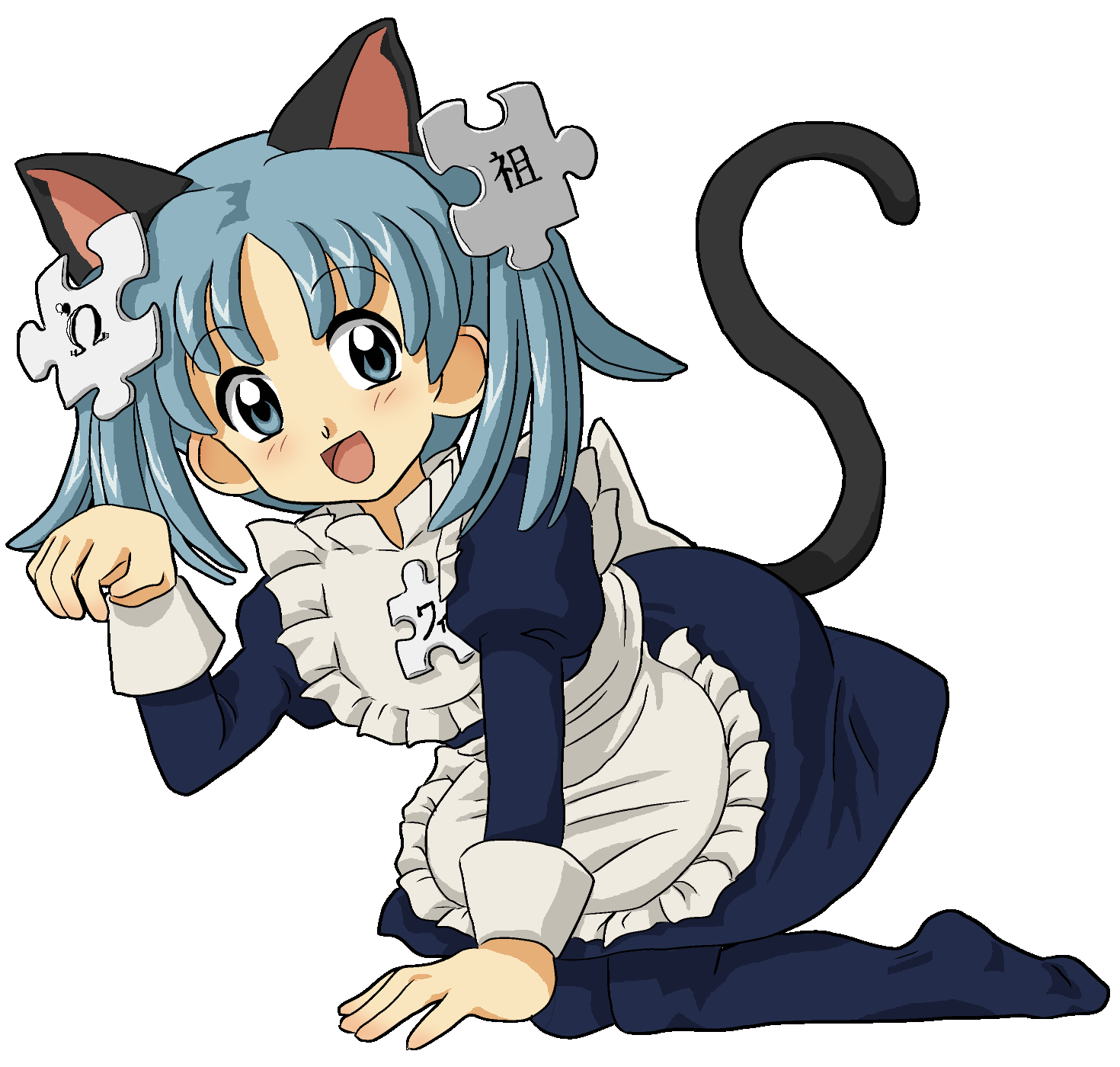
ネコの耳と尾を持つウィキペたん

1980年代後半から21世紀（昭和後期から平成以降）にかけ、漫画、アニメ、小説などにおいて、猫娘はネコの特性を持つ少女のキャラクターとして登場しており、猫又などネコの妖怪と人間との混血（半妖怪）、ネコが人間の姿に化けたもの、化け猫の一種、ネコの魂の乗り移った人間、人為的にネコの要素を付加されて作り出された亜人などとして設定されている。
こうした妖怪やSFにおける猫娘とは別に、単にネコ好きの度が過ぎている女性、ネコのような口調としぐさが特徴の少女といった猫娘のパターンもある。また創作作品のみならず、コスプレの世界などでもネコのスタイルをした女性が「猫娘」と呼ばれ、しばしば萌えの対象となっている。

## 日本国外の類話
日本国外にある猫娘の類話として、ネコのコスチュームを着たアメリカンコミックの女怪盗・キャットウーマン、黒ネコが人間女性に姿を変えて恩義ある人間の願いを叶えたという中国の民話「黒猫娘」がある。